# Karlheinz Kopf
Karlheinz Kopf (ur. 27 czerwca 1957 w Hohenems) – austriacki polityk i przedsiębiorca, przewodniczący klubu poselskiego Austriackiej Partii Ludowej (ÖVP), parlamentarzysta, wiceprzewodniczący Rady Narodowej.

## Życiorys
Absolwent szkoły handlowej Handelsschule Bregenz (1975), odbył następnie roczną służbę wojskową, po czym pracował w sektorze prywatnym. Zaangażował się w działalność polityczną w ramach Austriackiej Partii Ludowej w Vorarlbergu. Został także działaczem Österreichischer Wirtschaftsbund, organizacji przedsiębiorców afiliowanej przy ÖVP. Od 1991 był jej wiceprzewodniczącym na poziomie kraju związkowego, zaś w latach 2000–2008 pełnił funkcję sekretarza generalnego federalnych struktur ÖWB.
W 1994 po raz pierwszy uzyskał mandat posła do Rady Narodowej. Z powodzeniem ubiegał się o reelekcję w wyborach w 1995, 1999, 2002, 2006, 2008, 2013, 2017 i 2019. W niższej izbie austriackiego parlamentu zasiadał do 2024. W latach 2008–2013 kierował frakcją deputowanych swojego ugrupowania. W XXV kadencji w 2013 został powołany na pierwszego wiceprzewodniczącego (drugiego przewodniczącego) niższej izby austriackiego parlamentu.
8 lipca 2016, w związku z końcem kadencji Heinza Fischera i unieważnieniem wyników drugiej tury wyborów jego następcy, z urzędu został tymczasowo jednym z pełniących obowiązki prezydenta Austrii (wraz z przewodniczącą Rady Narodowej Doris Bures i jej drugim zastępcą Norbertem Hoferem). Pełnił tę funkcję do stycznia 2017. W 2018 został sekretarzem generalnym austriackiej federalnej izby gospodarczej (Wirtschaftskammer Österreich), zajmował to stanowisko do 2024.